# Jefferson Hotel (Virginia)
Das Jefferson Hotel ist ein im Jahr 1895 eröffnetes Grand Hotel der Fünf-Sterne-Kategorie in Richmond im Bundesstaat Virginia der Vereinigten Staaten. Es wurde am 4. Juni 1969 in das National Register of Historic Places aufgenommen.

## Geschichte
Das Hotel wurde vom Architekturbüro Carrère and Hastings für den Tabakproduzenten Lewis Ginter entworfen und von 1892 bis 1895 errichtet. 1901 vernichtete ein Feuer die gesamte Inneneinrichtung, so dass das Hotel komplett renoviert werden musste und erst 1907 neu eröffnet werden konnte. Seit seiner Errichtung ist das Hotel eine weithin bekannte Landmarke in Richmond.

## Architektur
Das Hotel wurde in massiver Bauweise aus gelbbraunen Ziegelsteinen und natürlichen Steinen errichtet. Typisch für die Architekten Carrère and Hastings vereint es eine Vielzahl von Baustilen, wobei das Äußere des Gebäudes von der italienischen und spanischen Architektur der Renaissance dominiert wird. Nach dem verheerenden Feuer zu Beginn des 20. Jahrhunderts wurden die Gebäudeflügel am südlichen Ende neu errichtet, um sie anstelle ihrer ursprünglichen, von West nach Ost verlaufenden Bauweise von Norden nach Süden auszurichten und so mehr Sonnenlicht und Luft in die Räume zu lassen.

## Bedeutung des Hotels
Das Jefferson Hotel ist ein herausragendes Beispiel für die eklektische Architektur des späten 19. Jahrhunderts in den Vereinigten Staaten und erfüllte den Wunsch seines Auftraggebers Lewis Ginter nach dem nobelsten Hotel der USA. Zum Zeitpunkt der Eröffnung verfügte das Hotel zudem über eine Vielzahl technischer Innovationen, darunter eigene Telefonanschlüsse, elektrisches Licht in jedem Raum sowie eine zentrale Dampfheizung. In jedem der 342 Gästezimmer stand darüber hinaus fließendes heißes und kaltes Wasser zur Verfügung. Besonders erwähnenswert sind ebenfalls die Sammlung von Gemälden aus dem späten 19. Jahrhundert sowie die von Edward V. Valentine erschaffene lebensgroße Marmorstatue von Thomas Jefferson, die noch heute im Hotel zu sehen sind. Zu den namhaftesten Gästen des Hotels zählten unter anderem William McKinley, Theodore Roosevelt, Woodrow Wilson, Calvin Coolidge, Franklin D. Roosevelt, Charles Lindbergh, The Rolling Stones, Dolly Parton, Henry James und Elvis Presley.

## Rezeption
In seiner Autobiografie „The moon's a balloon“ beschreibt der Schauspieler David Niven eine Reise von New York nach Florida in den 1930er Jahren, während der er im Jefferson Hotel übernachtete. Als er sich an der Rezeption eintrug, traute er seinen Augen kaum, als er nur 6 ft (1,8 m) von ihm entfernt in einem kleinen Teich einen ausgewachsenen Alligator schwimmen sah. Die Echsen wurden zu einer weltweit bekannten Attraktion des Hotels; der letzte Alligator starb 1948. Heute verzieren Alligator-Bronzestatuen die Räume des Hotels und des angegliederten Restaurants.
Im Film Vom Winde verweht kommt eine der Haupttreppe des Hotels sehr ähnliche Treppe vor. Die Szene wurde jedoch nicht im Hotel gedreht, vielmehr wohnte die Autorin des dem Film zugrundeliegenden Buches Margaret Mitchell im Hotel, während sie an dem Roman schrieb, und nahm die Treppe des Hotels zum Vorbild ihrer eigenen Beschreibung.
Der Film Mein Essen mit André aus dem Jahr 1981 wurde hingegen vollständig im Jefferson Hotel gedreht.